# 原微菊石
原微菊石（學名：Promicroceras），又名原微角石，是生存在早侏羅紀海洋中的一屬菊石。其化石分布於英國，其中模式種Promicroceras planicosta是在英格蘭發現的。

## 特徵
原微菊石的殼為反旋結構，有開放的臍和很多粗糙而筆直的肋條，這些肋條在腹上形成一圈圈朝前的凸緣。在腹面的肋條扁平，有細小的棘，沒有明顯的結節。

## 分布
原微菊石的化石主要在西南英格蘭發現，尤其是在多塞特郡海岸。在萊姆里傑斯沿岸滿佈原微菊石的黃鐵礦。當地的化石商店經常售賣原微菊石化石。

## 物種[4]
- Promicroceras (Leptomicroceras)[2]
- Promicroceras capricornoides
- Promicroceras cowapi
- Promicroceras marstonense
- Promicroceras planicosta
- Promicroceras precompressum
- Promicroceras pyritosum